# Krossen
Krossen is een plaats in de Noorse gemeente Lindesnes, fylke Agder. Krossen telt 476 inwoners (2007) en heeft een oppervlakte van 0,57 km². Het dorp ligt 7 kilometer ten noorden van Mandal aan fylkesvei 201.